# Lebus
Lebus (polsky Lubusz, česky i dolnolužickosrbsky Lubuš) je město v Braniborsku na německo-polské hranici, v minulosti centrum kraje Lubušsko. Leží na řece Odře, asi 10 km severně od Frankfurtu nad Odrou a žije zde asi 3100 obyvatel.

## Historie
Místo bylo osídleno od mladší doby kamenné, od 7. století se zde usazovali Slované a roku 966 Měšek I. připojil Lubuš k Polsku a postavil zde strážní hrad. V kronice biskupa Dětmara z Merseburku z let 1012-1018 se město zmiňuje jako Liubusua a Terra Liubusana. Roku 1124 bylo založeno lubušské biskupství a roku 1163 udělil císař Fridrich I. Lubuš jako léno slezským vévodům. Kolem roku 1250 bylo Lubušsko připojeno k Braniborskému markrabství. V roce 1373 dobylo Lubuš vojsko císaře Karla IV. a biskupství bylo přeneseno do Fürstenwalde. Město postupně ztrácelo na významu, v 16. století přijalo reformaci a od roku 1701 bylo součástí Pruského království.
Za druhé světové války bylo historické jádro města téměř úplně zničeno a město se stalo pohraničním městem NDR.

## Vývoj počtu obyvatel
| Rok  | Obyvatel |
| ---- | -------- |
| 1875 | 2 328    |
| 1890 | 2 427    |
| 1910 | 1 697    |
| 1925 | 2 513    |
| 1933 | 2 492    |
| 1939 | 2 377    |
| 1946 | 1 498    |
| 1950 | 1 804    |
| 1964 | 1 753    |
| 1971 | 1 736    |

| Rok  | Obyvatel |
| ---- | -------- |
| 1981 | 1 670    |
| 1985 | 1 692    |
| 1989 | 1 750    |
| 1990 | 1 756    |
| 1991 | 1 718    |
| 1992 | 1 703    |
| 1993 | 1 698    |
| 1994 | 1 846    |
| 1995 | 2 010    |
| 1996 | 2 123    |

| Rok  | Obyvatel |
| ---- | -------- |
| 1997 | 2 273    |
| 1998 | 2 580    |
| 1999 | 2 632    |
| 2000 | 2 697    |
| 2001 | 3 362    |
| 2002 | 3 400    |
| 2003 | 3 424    |
| 2004 | 3 395    |
| 2005 | 3 370    |
| 2006 | 3 346    |

| Rok  | Obyvatel |
| ---- | -------- |
| 2007 | 3 306    |
| 2008 | 3 270    |
| 2009 | 3 243    |
| 2010 | 3 192    |
| 2011 | 3 205    |
| 2012 | 3 197    |
| 2013 | 3 144    |
| 2014 | 3 148    |
| 2015 | 3 146    |

Zdroje, po roce 2011 ze sčítání 2011.